# Apristurus micropterygeus
Apristurus micropterygeus е вид пилозъба акула от семейство Scyliorhinidae.

## Разпространение
Видът е разпространен в Китай.

## Описание
На дължина достигат до 37,2 cm.